# Harpovoluta charcoti
Harpovoluta charcoti is een slakkensoort uit de familie van de Volutidae. De wetenschappelijke naam van de soort is voor het eerst geldig gepubliceerd in 1910 door Lamy.